# Grup de Puteaux
El Grup de Puteaux és el nom amb què es coneix a un grup d'artistes i crítics europeus associats amb una branca del cubisme coneguda com a orfisme.
El grup es va formar al voltant de 1911 en les trobades regulars per a discutir les seves idees en la casa de Jacques Villon a Puteaux, que en aquella època era una vila als afores de París. Ells mateixos es van donar aquest nom per distingir-se de la definició més estreta del cubisme desenvolupat per Pablo Picasso i Georges Braque en el barri de Montmartre. Van cobrar importància arran de la seva exposició en el Salon des Indépendants a la primavera de 1911.

## Membres
Alguns membres del grup de Puteaux van ser: 
- Guillaume Apollinaire - (1880-1918)
- Robert Delaunay - (1885-1941)
- Marcel Duchamp - (1887-1968)
- Raymond Duchamp-Villon - (1876-1918)
- Roger de La Fresnaye - (1885-1925)
- Albert Gleizes - (1881-1953)
- Frantisek Kupka - (1871-1957)
- Henri Le Fauconnier - (1881-1946)
- Fernand Léger - (1881-1955)
- Louis Marcoussis - (1878-1941)
- Jean Metzinger - (1883-1956)
- Francis Picabia - (1879-1953)
- Georges Ribemont-Dessaignes - (1884-1974)
- Jacques Villon - (1875-1963)
- Alexander Calder -(1898-1976)
- Jeanne Rij-Rousseau - (1870-1956)